# Рванцев, Фёдор Зиновьевич
Фёдор Зиновьевич Рванцев (2 октября 1902, с. Флор, Владимирская губерния, Российская империя — сентябрь 1967, Москва, СССР) — советский государственный, партийный и хозяйственный деятель. Депутат Верховного Совета СССР I созыва.

## Биография
Родился 2 октября 1902 в селе Флор Владимирской губернии Российской империи (село Флорищи Кольчугинского района Ивановской области России). 
С 1919 по 1921 служил срочную службу в Рабоче-крестьянской Красной армии.
С 1922 по 1924 работал в комсомоле в Кольчугинском уезде (Иваново-Вознесенская губерния).
В 1925 году служил в ОГПУ. До 1929 был председателем профсоюзного комитета фабрики имени Ф. Э. Дзержинского. Учился в Московском институте цветных металлов и золота с 1929 по 1934 года.
23 марта 1941 был выбран депутатом Верховного Совета СССР I-го созыва. Одновременно с этим работал 1-м секретарем Восточно-Казахстанского областного комитета КП(б) Казахстана до 1944 года.
В 1944 был назначен 1-м секретарём Енакиевского горкома КП(б) Украины (Сталинская область).
В 1948 стал заместителем директор Енакиевского цементного завода.
В 1951 — директор Первомайского цементного завода в Краснодарском крае.
Умер в сентябре 1967 года в Москве .

## Награды
- Орден Трудового Красного Знамени